# Генуезка конференция
Конференцията в Генуа е международна конференция по икономически и финансови въпроси, проведена в град Генуа от 10 април до 19 май 1922 г. с 29 държави и 5 британски доминиона.
29-те независими държави участнички в конференцията са (Албания, Австрия, Белгия, България, Чехословакия, Дания, Естония, Финландия, Франция, Германия, Великобритания, Гърция, Унгария, Исландия, Италия, Япония, Латвия, Литва, Люксембург, Нидерландия, Норвегия, Полша, Португалия, Съветска Русия, Румъния, Испания, Швеция, Швейцария, Кралство на сърби, хървати и словенци) и 5 британски доминиона – Австралия, Канада, Индия, Южноафриканския съюз и Нова Зеландия.
Целта е да обсъдят състоянието на икономиката след края на Първата световна война, да се формулира стратегия за възстановяване на Централна и Източна Европа след края на войната.
Съветската делегация, ръководена от комисаря по външните работи Георгий Чичерин, не само отхвърля предявените ѝ претенции, но успява да подпише с Германия Рапалския договор от 1922 г.

## Златен стандарт
Сред разглежданите предложения на конференцията е възможността централните банки да направят частично завръщане към златния стандарт. Централните банки искат връщане към икономика, базирана на златото, за улесняване на международната търговия и за стабилността на икономиките. Затова се изисква такава форма на златния стандарт, която да „запази“ златните стоки, което означава, че златото остава в трезорите си и всеки ден финансовите операции да се осъществяват с необходимите документи.
Това частично завръщане към златния стандарт е извършено чрез разрешение на централните банки да запазят част от резервите си във валути, които могат директно да се обменят в златни монети. Но въпреки това гражданите, които ще се възползват от златния обменен стандарт (известен още като Стандарта на златното кюлче), няма да получават златни монети в замяна на техните спестявания, въпреки че това е неразделна част от оригиналния златен стандарт, известен сега като Стандарта на златната монета.
Чрез Стандарта на златното кюлче гражданите на Великобритания и други европейски страни могат само да разменят банкнотите си в дълги златни кюлчета. Подобни кюлчета не са удобни за всекидневни трансакции, но до голяма степен постигат целта за запазване на златото в трезорите.

## Рапалски договор
Рапалският договор поставя началото на излизането от международна изолация на Съветска Русия и Германия (по това време Ваймарска република), и е пряко следствие от антигерманската и антируската насоченост на ВВСС, на френско-полския военен съюз от 1921 г. и провежданата в същото време Генуезка конференция, чиято основна цел е западните държави да получат дълговете на царска Русия и финансовите задължения на руското временно правителство.
Други основни договорености са, че правителства на Германия и Съветска Русия се отказват от взаимни обезщетения за военните и невоенните разходи и щети, причинени и на техните граждани. Германия признава национализацията на държавната и частната собственост в Съветска Русия, а последната се отказва от дял в германските репарационни плащания. Двете държави се задължават незабавно да възстановят дипломатическите и консулските си отношения.

## Участие на България
Българската делегация, ръководена от Александър Стамболийски, има няколко основни цели.

### Излаз на Егейско море
То се стреми да получи излаз на Егейско море и отсрочка на репарационните плащания. България има нужда от действителен излаз на Егейско море, който може да бъде осъществен или през територия под български суверенитет, или ако Тракия остане автономна под контрола на Великите сили (финансови, икономически и стратегически доводи).

### Обезщетение на бежанците
Друг основен проблем е обезщетението на бежанците – 2 млн. българи са извън страната, поради отнетите територии, масови бежански потоци заливат България и допълнително задълбочават финансовата криза. По време на конференцията се засяга и въпросът с четничеството. България е обвинена, че съдейства за формиране на чети в Македония и подпомага ВМРО.

### Изплащане на репарациите
Министър-председателят подчертава по време на конференцията невъзможността на България да изплаща репарациите, наложени ѝ от Ньойския мирен договор и настоява за пълното и продължителното им отлагане съгласно член 122 на договора. За постигане на тези нужди България разчита на помощта на Италия и Великобритания. Италия е склонна да подкрепи българските искания, но срещу това иска да получи значителни концесии. Репарационната комисия на конференцията поставя като условие за временна и частична отсрочка на българските плащания да контролира държавния бюджет, разходите и монопола над тютюна, спирта и др. Тези искания са неприемливи за българското правителство и то ги отхвърля.